# Las Lajas-basiliek
De Las Lajas-basiliek (Spaans: Santuario de Las Lajas) is een Colombiaans bedevaartsoord ter ere van Maria, die er op de rotsen verschenen zou zijn. Het oord staat in de stad Ipiales, in een kloof waardoor de rivier de Guaitara stroomt. 
De naam Las Lajas is afgeleid van het Spaanse woord Laja. Dit is de naam van een sedimentair gesteente dat in de omgeving van de kerk voorkomt. De basiliek wordt soms aangeduid als de Las Lajas-kathedraal maar aangezien er geen bisschop aan deze kerk verbonden is, is het officieel geen kathedraal.

## Legende
In 1754 kwamen een Indiaanse moeder, Maria Meneses de Quiñones, en haar doofstomme dochter Rosa in een noodweer terecht. Ze schuilden in de kloof. Plotseling kreeg de dochter een verschijning van de maagd Maria, en begon voor het eerst in haar leven te spreken. Na deze gebeurtenis bleef er op de rotsen een polychrome schildering van Maria achter, die als wonderbaarlijk wordt vereerd.

## Geschiedenis
In de 19e eeuw werd naar aanleiding van bovenstaande legende in de kloof een kleine kapel gebouwd. Door de grote toestroom aan pelgrims werd het gebouw snel te klein bevonden. Het huidige neogotische bouwwerk werd in de periode van 1916 tot 1949 gebouwd, ter vervanging van de oorspronkelijke kapel. In 1951 werd deze afbeelding van Maria canoniek gekroond in opdracht van paus Pius XII. Het gebouw werd in 1994 met approbatie van paus Johannes Paulus II tot basilica minor verheven.
In 2007 werden de zeven wonderen van Colombia gekozen via een wedstrijd in een krant. De Las Lajas-basiliek eindigde op de tweede plaats, net na de Zoutkathedraal in Zipaquirá.

## Afbeeldingen

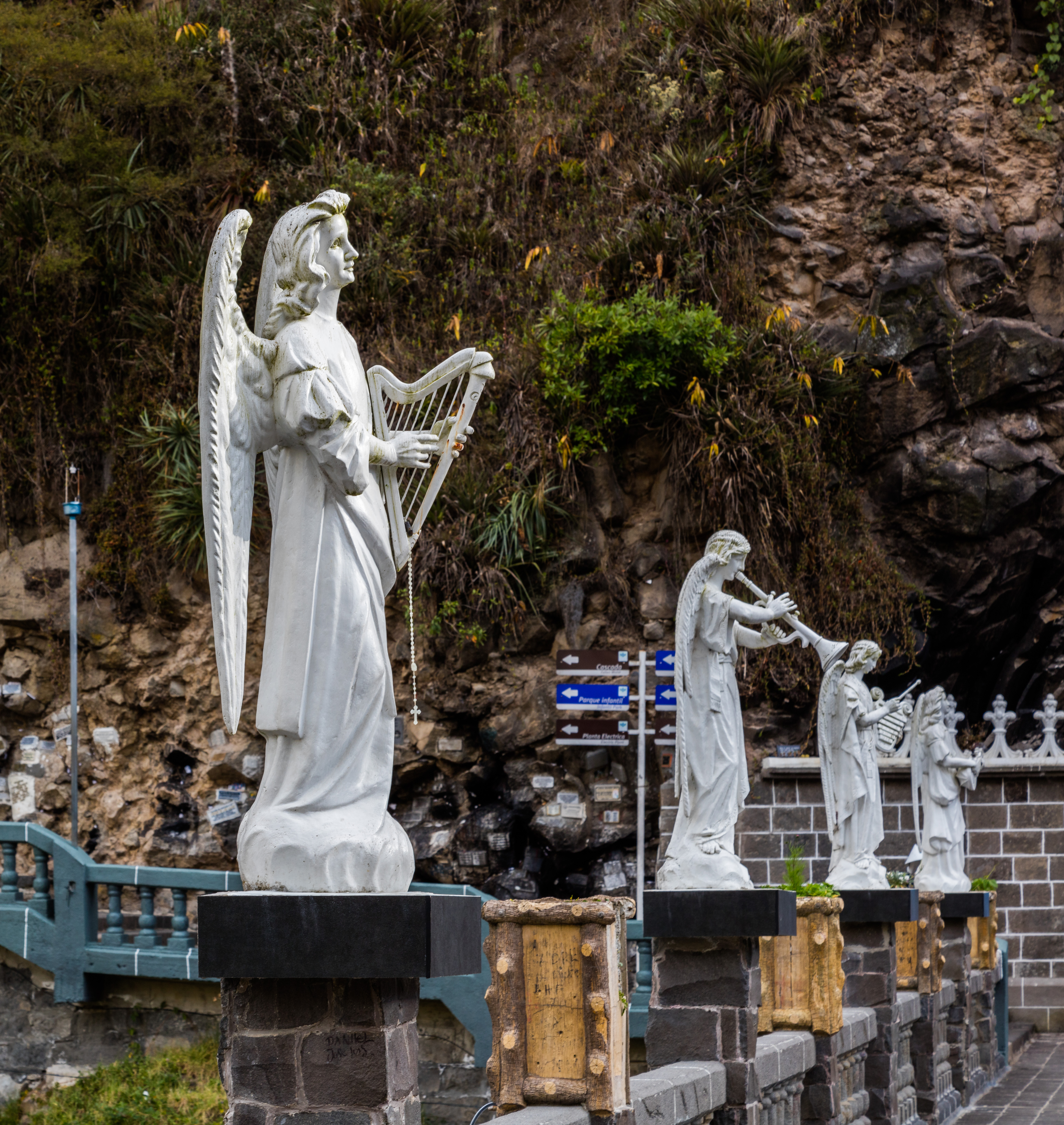
Engelensculpturen op de brug voor de basiliek
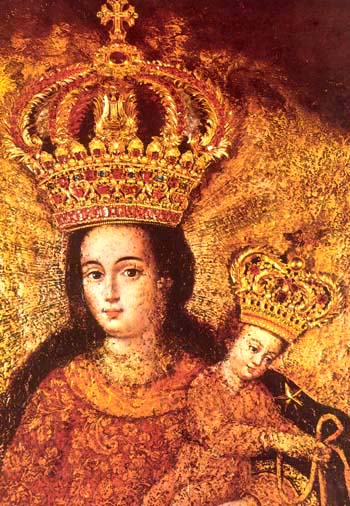
OLV van Las Lajas, pauselijk gekroond.
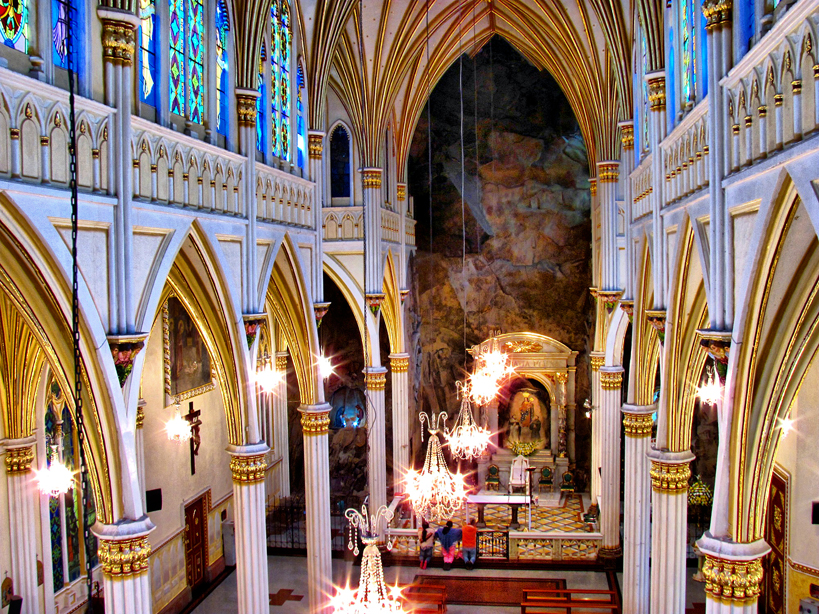
Interieur van de basiliek
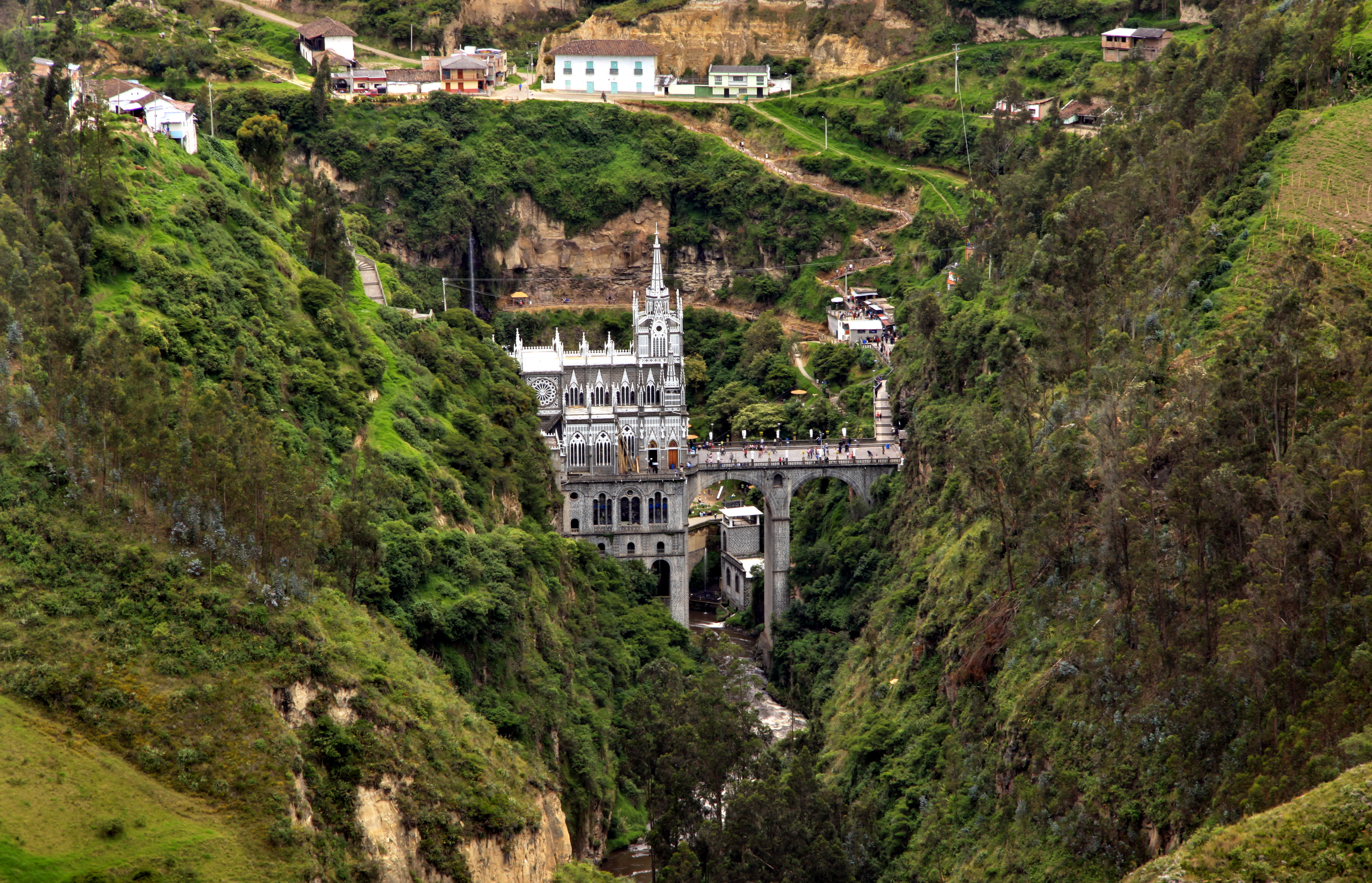
Zij-aanzicht van de basiliek
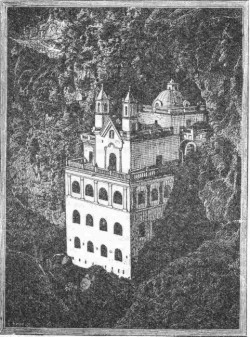
Gravure van de 19e-eeuwse kapel